# Robert Pedersen
Robert Lafarque Pedersen, född 14 september 1921 i Köpenhamn, död 31 juli 1994, var en dansk socialdemokratisk politiker och folkhögskoleföreståndare. Han var folketingsledamot 1971-1988.
Robert Pedersen var son till skräddaren Sofus Pedersen och Carla Pedersen. Han tog mellanskoleexamen från Nyboder Skole 1937, realexamen 1945 och studentexamen genom kvällskurser på Akademisk kursus 1947. Han var typograflärling (1937-1942) och sedan ordinarie typograf (1942-1951). Han fick sedan jobb på det danska socialdepartementet (1951-1953) och tog kandidatexamen i statsvetenskap 1955 från Köpenhamns universitet. Han studerade sedan på Queen Mary College i England (1955) och en termin på Harvard University (1956). Han arbetade som lärare på Roskildes folkhögskola (1953-1958) och Jära Folkhögskola utanför Malmbäck (1958-1959) samt som föreståndare för Hernings folkhögskola (1959-1971). Han bedrev även undervisning i Västindien 1964 och 1970 på uppdrag av FN.
Pedersen har mottagit det israeliska utrikesdepartementets hedersutmärkelse (1969) för sin insats med att transportera danska judar till Sverige under andra världskriget.
Pedersen var vice ordförande av Danmarks Socialdemokratiske Ungdom i Köpenhamn (1947-1949) och ordförande av studentförbundet Frit Forum (1950-1952) samt redaktör av tidskrifterna Fri Ungdom (1949-1950) och Frit Forum (1950-1952). Han blev invald i Folketinget för Socialdemokratiet 1971 och var ordförande av kulturutskottet (1971-1973). Han engagerade sig i utrikespolitiken som styrelseledamot i Unicef, ledamot i den danska FN-delegationen (1973-1975), ordförande av Interparlamentariska unionen samt ledamot i Nordiska rådet från 1975. Han var även styrelseledamot i Färöarnas Realkreditinstitut från 1976 och Det Danske Selskab. från 1980 Inom Socialdemokratiet utmärkte han sig som en motståndare av oppositionens utrikes- och försvarspolitik, som kunde genomdrivas utanför den borgerliga regeringens inflytande, den s.k. fodnotepolitiken. Han var folketingsledamot till valet 1988. 
Pedersen har även redigerat politisk facklitteratur.